# Modern Electrics
Modern Electrics est le premier magazine créé en avril 1908 par Hugo Gernsback .
C'est le premier pulp traitant de science-fiction.

## Histoire
À l'origine, Modern Electrics est destiné aux radioamateurs . Le magazine se diversifie ensuite vers les technologies d'avant garde pour finalement inclure des récits de science fiction.
Dans le numéro d'avril 1911 débute une aventure en douze épisodes. Cette fiction sera publiée ensuite sous forme de roman sous le titre de Ralph 124C 41+.
En mars 1913, Gernsback a vendu le magazine ainsi que la Modern Publishing Company à son partenaire commercial, Orland J Ridenour.
En 1914 la revue est fusionnée avec un autre magazine, Electrician and Mechanic, pour devenir Modern Electrics and Mechanics.

## Galerie

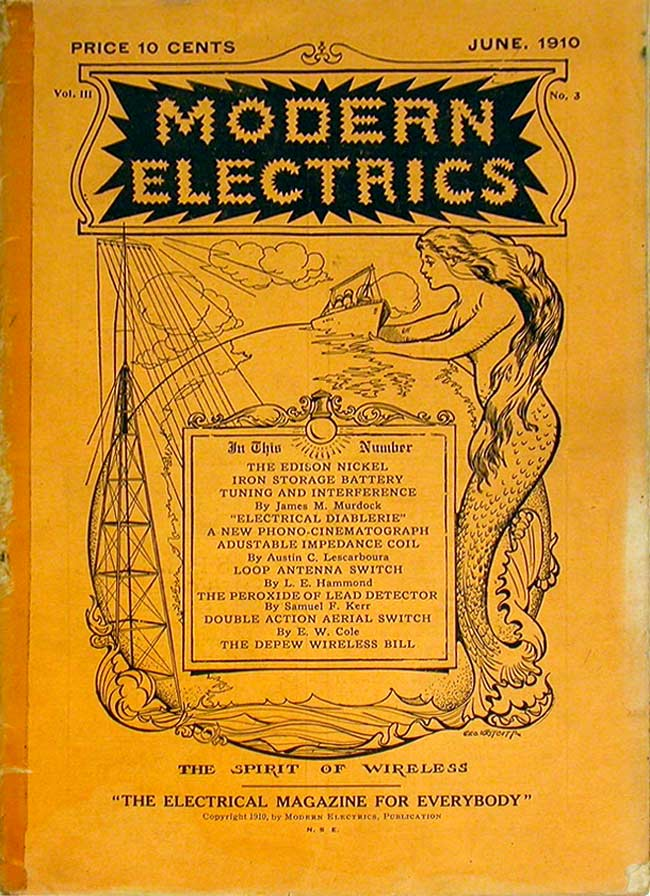
Couverture Modern Electrics 1910
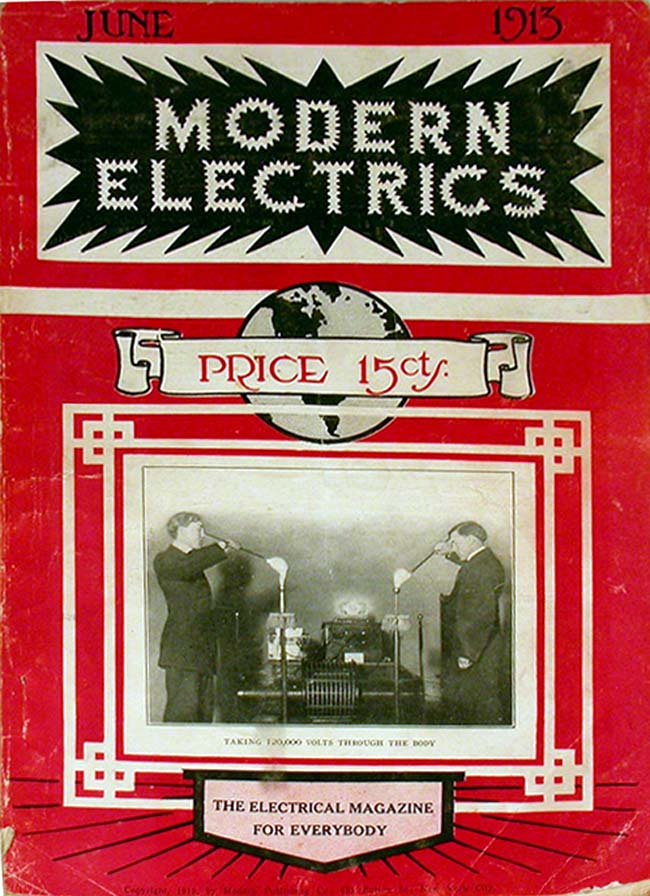
Couverture Modern Electrics 1913
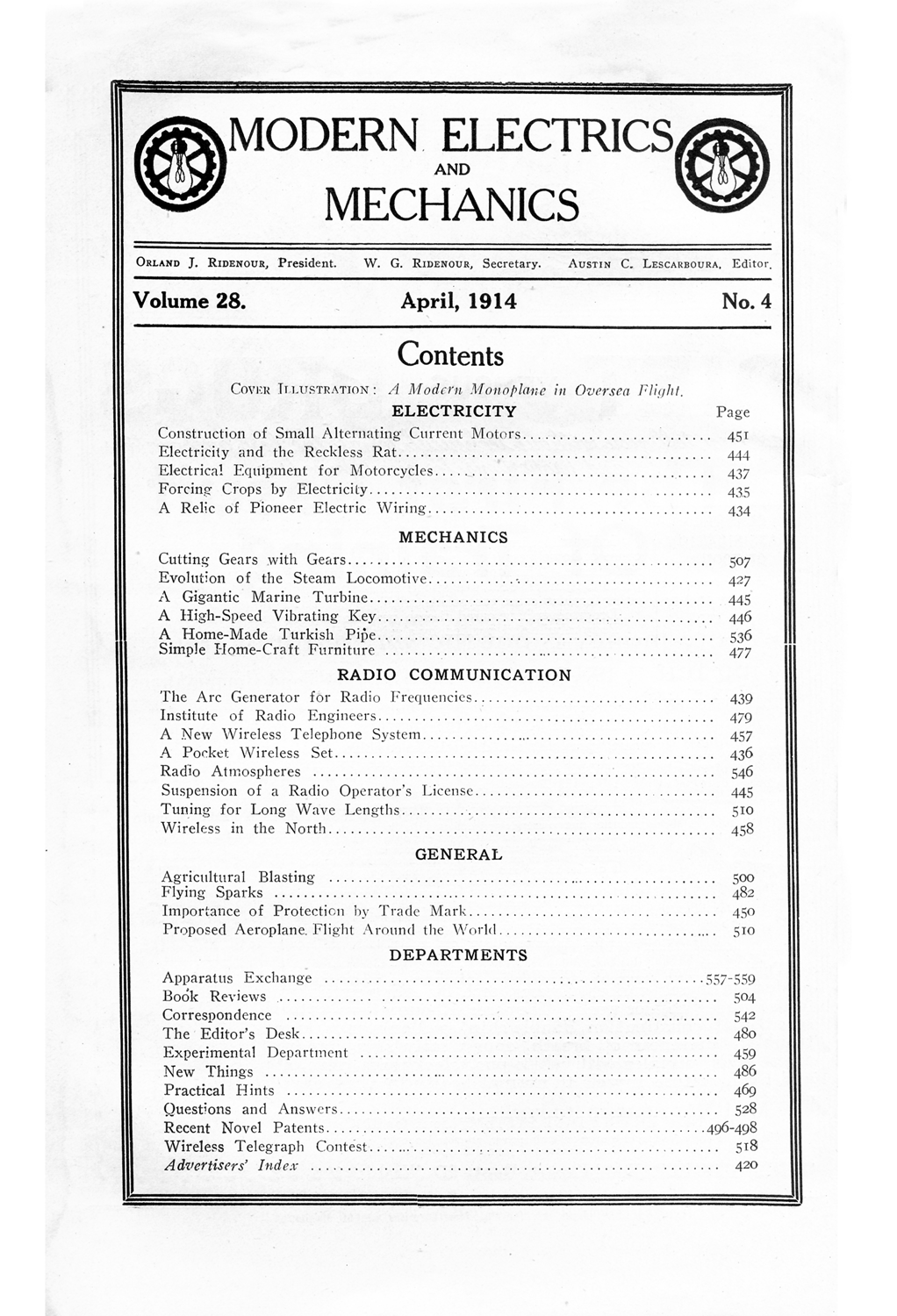
Sommaire Modern Electrics and Mechanics Apr 1914